# Óscar Espinosa Chepe
Óscar Manuel Espinosa Chepe (provincia de Cienfuegos, Cuba, 29 de noviembre de 1940 -España, 23 de septiembre de 2013) fue un economista y disidente cubano. Fue uno de los aproximadamente 75 disidentes arrestados, juzgados y condenados en 2003 como parte de una campaña del gobierno cubano apodado "Primavera Negra". Se le dio una condena de veinte años por el cargo de "actividades contra la integridad y la soberanía del Estado", lo que Amnistía Internacional lo haya declarado como preso de conciencia.

## Biografía
Espinosa era un graduado de la Universidad de La Habana, donde obtuvo un título en economía. Se desempeñó en el Grupo Asesor Económico del primer ministro Fidel Castro 1965-1968 antes de pasar catorce años como consejero económico en la Embajada de Cuba en Belgrado, la supervisión de la cooperación económica de Cuba y tecnológica con Hungría, Checoslovaquia y Yugoslavia. En 1984, regresó a Cuba para trabajar en el Banco Nacional de Cuba, donde fue responsable para el comercio y el turismo.
Sin embargo, durante la década de 1980, Espinosa estuvo cada vez más en desacuerdo con la política económica nacional. Cuando él habló de sus opiniones con un colega en 1992, fue depuesto, y cuatro años más tarde fue despedido. Espinosa comenzó a escribir críticas de la política económica cubana, que publicó en el extranjero. También presentó un programa de radio titulado Charlando con Chepe, en el que se discutió la economía cubana, el programa se realizó en la estación de Radio Martí, financiada por Estados Unidos. Espinosa se casó con la periodista independiente cubana Miriam Leiva.

## Arresto y juicio
El 19 de marzo de 2003, Espinosa fue arrestado durante la Primavera Negra de Cuba luego de que, según los informes, los agentes de seguridad pasaran 10 horas registrando su apartamento. Espinosa fue condenado y sentenciado a 20 años de prisión. Fue uno de los 75 disidentes arrestados y juzgados. Tras una apelación rechazada por Espinosa, la representante de la Comisión de Derechos Humanos de las Naciones Unidas, Christine Chanet, apeló a Fidel Castro para que lo indulte. La administración del presidente estadounidense George W. Bush también apeló a Castro en nombre de Espinosa, pidiendo al gobierno que proporcione tratamiento para su enfermedad hepática. Un portavoz describió al gobierno cubano como "haciendo todo lo posible" para ser inhumano con sus prisioneros.
La esposa de Espinosa, Leiva, informó que él había perdido cuarenta libras desde su arresto y estaba recluido en una celda sin ventanas ni agua corriente. Leiva participó activamente en las Damas de Blanco, un grupo de esposas de presos políticos que marchaban todos los domingos por La Habana en protesta por la detención de sus maridos. Continuó marchando incluso después de la liberación anticipada de Espinosa.

## Liberación
Espinosa salió de prisión junto con su colega escritor Raúl Rivero el 29 de noviembre de 2004, luego de cumplir poco más de 19 meses de su sentencia de prisión. Las autoridades le concedieron la libertad condicional por razones médicas porque su salud, que ya era mala, había empeorado gravemente durante su encarcelamiento. Después de su liberación, pidió al gobierno que liberara a los prisioneros restantes de la Primavera Negra de Cuba y afirmó:
"El gobierno realmente cometió un error muy grande con nosotros. Somos completamente pacíficos y solo queremos la reconciliación de la sociedad cubana".
Óscar Espinosa Chepe murió de enfermedad hepática el 23 de septiembre de 2013 en España.